# William Pinkney
William Pinkney (Annapolis, 17 marzo 1764 – Washington, 25 febbraio 1822) è stato un politico e diplomatico statunitense.

## Biografia
Fu il settimo Procuratore Generale (Attorney General) degli Stati Uniti. Pinkney studiò medicina (che tuttavia non pratico mai professionalmente) e giurisprudenza, diventando avvocato dopo la sua ammissione all'Albo nel 1786. Dopo un periodo di esercizio della professione nella contea di Harford in Maryland, prese parte ai lavori costituzionali dello Stato del Maryland. Pinkney fece parte della Camera Bassa dello Stato del Maryland (la House of Delegates) dal 1788 al 1792 e nuovamente nel 1795, rappresentando inoltre al Congresso degli Stati Uniti il terzo distretto del Maryland nel 1791 e dal 1815 al 1816.
Fu sindaco di Annapolis dal 1795 al 1800, Procuratore Generale del Maryland dal 1805 al 1806, rappresentante degli Stati Uniti in Gran Bretagna assieme a James Monroe dal 1806 al 1807 e plenipotenziario dal 1808 al 1811. In seguito fece ritorno nel natio Maryland, entrando nel Senato di quello Stato nel 1811, venendo inoltre nominato plenipotenziario USA per la Russia. Da segnalare un suo incarico speciale a Napoli tra il 1816 e il 1818. Sempre nel 1811 entro nel gabinetto del Presidente James Madison con il ruolo di Procuratore Generale.
Ricopri il grado di maggiore dell'esercito degli Stati Uniti durante la guerra del 1812, venendo anche ferito in occasione della battaglia di Bladensburg nell Agosto del 1814. Al termine della guerra entro nel Congresso degli Stati Uniti come rappresentante del quinto distretto del Maryland (1815-1816), venendo successivamente eletto al Senato come rappresentante del proprio Stato nel 1819, carica questa che ricopri fino alla morte, avvenuta nel 1822. È sepolto al Cimitero del Congresso di Washington, D.C..
Suo figlio Edward Coote Pinkney è stato poeta e giornalista.